# Lwówecki
Lwówecki là một huyện thuộc tỉnh Dolnośląskie của Ba Lan. Huyện có diện tích 710 km². Đến ngày 1 tháng 1 năm 2011, dân số của huyện là 47083 người và mật độ 66 người/km².